# Lácacséke
Lácacséke là một thị trấn thuộc hạt Borsod-Abaúj-Zemplén, Hungary. Thị trấn này có diện tích 16,37 km², dân số năm 2010 là 259 người, mật độ 16 người/km².